# Averdon
Averdon ist eine französische Gemeinde mit 677 Einwohnern (Stand: 1. Januar 2022) im Département Loir-et-Cher in der Region Centre-Val de Loire. Sie gehört zum Arrondissement Blois, zum Kanton Veuzain-sur-Loire und zum Gemeindeverband Agglomération de Blois. Die Einwohner werden Averdonais und Averdonaises genannt.

## Geografie
Averdon liegt etwa zehn Kilometer nordnordwestlich von Blois am Cisse. Umgeben wird Averdon von den Nachbargemeinden Champigny-en-Beauce im Norden und Nordwesten, Conan im Norden, Maves im Nordosten, Mulsans im Osten, Villerbon im Südosten, Marolles und Fossé im Süden, Saint-Bohaire im Südwesten sowie La Chapelle-Vendômoise im Westen.

## Bevölkerungsentwicklung
| Jahr                       | 1962 | 1968 | 1975 | 1982 | 1990 | 1999 | 2006 | 2017 |
| Einwohner                  | 355  | 348  | 427  | 605  | 631  | 643  | 697  | 697  |
| Quellen: Cassini und INSEE |      |      |      |      |      |      |      |      |

## Sehenswürdigkeiten
- Menhir La Grand Pierre
- Kirche Saint-Lubin, Monument historique
- Nekropole de la Grand Mesle; prähistorisches Gräberfeld